# Carbonat de potasiu
Carbonatul de potasiu este sarea potasiului cu acidul carbonic și are formula K2CO3. Este un solid alb, solubil în apă și insolubil în metanol,  care formează o soluție puternic alcalină. Compusul poate fi obținut în urma reacției dintre hidroxid de potasiu și dioxidul de carbon din atmosferă. Carbonatul de potasiu este delicvescent și adesea are aspectul unui solid umed, și de asemenea este utilizat în producerea săpunurilor și sticlei.

## Obținere
În prezent, carbonatul de potasiu poate fi fabricat prin electroliza clorurii de potasiu. În urma acestui proces se obține hidroxid de potasiu, care poate fi carbonatat folosindu-se dioxid de carbon:
{\displaystyle \mathrm {2KOH+CO_{2}\longrightarrow K_{2}CO_{3}+H_{2}O} }